# (2027) Shen Guo
(2027) Shen Guo est un astéroïde de la ceinture principale découvert le 9 novembre 1964 à l'observatoire de la Montagne Pourpre situé près de Nankin en Chine. Sa désignation provisoire était 1964 VR1.
Il tire son nom du scientifique chinois Shen Guo qui vécut au XIe siècle.